# 新疆布尔根河狸国家级自然保护区
新疆布尔根河狸国家级自然保护区是位于中华人民共和国新疆维吾尔自治区阿勒泰地区青河县的国家级自然保护区。是中国唯一一个以中国国家级重点野生动物河狸为主要保护对象的国家级保护区。中国境内20%以上的河狸种群栖息于此。

## 保护区信息

### 保护区地理信息
新疆布尔根河狸国家级自然保护区位于中华人民共和国新疆维吾尔自治区阿勒泰地区青河县境内的阿尔泰山东段，与蒙古国接壤，距离青河县63公里。保护区地理坐标东经90°27'-91°00'，北纬46°05'-46°15'。保护区东起中蒙边界线，西至布尔根河与青格里河交汇处，以布尔根河河道为中心向河道两岸各延伸500米，呈带状。保护区面积50平方公里，其中核心区近7平方公里，缓冲区超过12平方公里，实验区30余平方公里。全长50千米的布尔根河狸保护区覆盖了塔克什肯镇的蒙奇克村、萨尔布拉克村、依希根村和阿克喀仁村四个居民以牧业为主要经济来源的村落。布尔根河是乌伦古河的源头之一，起源自蒙古国，自东向西流入中华人民共和国清河县，年均径流量超过3.3亿立方米。布尔根河两岸分布有大量湿地、河谷林，也拥有丰盛的水草，是河狸理想的栖息地。保护区平均海拔1100米，属于阿尔泰山东南缘丘陵侵蚀冲击河谷地带，地势东北较高，西南较低，地形为河谷平原。保护区年平均气温大概在3摄氏度，年降水量80到130毫米。

### 保护区的建立
第四纪早更新世，新疆北部是拥有茂密的森林，湖泊、沼泽在森林中星罗棋布。在这里生活了包括河狸、剑齿虎、板齿犀等动物，而随着时间的推移，同时期的大部分动物已经灭绝，仅有河狸在如今的青河县内依然生存。二十世纪70年代中期，新疆维吾尔自治区林业厅开始对生活在新疆北部乌伦古河水系的蒙新河狸（Castor fiber birulai）进行过多次考察。因为农业、渔业等人类活动的发展，河狸的生境面临着巨大威胁。为了保护生活于此的河狸，新疆维吾尔自治区人民政府在1980年，批准设立了布尔根河河狸自然保护区，1987年，布尔根河河狸自然保护区正式建站。1991年，新疆维吾尔自治区人民政府为保护区颁发林权证。保护区建立伊始，对河狸集中的区域进行了围栏管护，使得保护区内的河谷林得以恢复，并对盗猎、随意养狗、滥用河水等行为加以管制。然而布尔根河河狸自然保护区建立的前期面对很多压力，水利设施的建设、牧民冬季砍柴取暖、农田与草场的建设直接影响了河狸的生境。保护区人手不足，相关执法部门执法力度不够也让保护区管理局工作人员的工作开展遇到难处。在面对保护区和发展带来的矛盾时，保护区管理局工作人员甚至面对着被辱骂甚至殴打、围攻的风险。
2007年5月开始，新疆维吾尔自治区公路管理局对穿过保护区实验区、缓冲区和核心区的新疆320省道进行改建。2013年12月，中华人民共和国国务院批准将布尔根河河狸自然保护区升级为国家级自然保护区，即新疆布尔根河狸国家级自然保护区。为了改善保护区和周围居民的冲突，布尔根河狸国家级自然保护区采取了社区共管的管理措施，通过开展保护区环境教育、实施河谷林封育、以煤换薪、聘用牧民担任护林员、筹集资金发展社区经济等手段让保护区和周围居民形成互帮互助、共同发展的关系。除此之外，保护区还实施了生态移民，将核心区的居民迁出，同时改建了乡村道路，确保保护区周边噪音控制在55分贝之内。很多河狸亦会生活在保护区之外的区域。为了保护这些河狸，二十一世纪20年代前后，保护工作者也通过网络捐款、河狸守护者、河狸食堂、河狸直播等方式，改善河狸生境和当地农牧民的生活条件。
新疆布尔根河狸国家级自然保护区管理局隶属于阿勒泰地区林业局，是全额拨款的事业单位。截止2019年，管理局在职10人。截止2018年，保护区管理局有200平方米的办公用房、200平方米的实验室、180平方米的河狸救护中心以及3处管护点。

## 动植物
新疆布尔根河狸国家级自然保护区境内水资源丰富，湿地众多，植物种类相对丰盛。保护区内的植物群落主要分为三种，分别是河谷草地植物群落、河谷水生植物群落河荒漠植物群落，其中河谷草地植物群落植被覆盖度较高。保护区内高等植物可分为49科387种，其中具有优势的科有杨柳科、豆科、禾本科和藜科，常见的木本植物包括苦杨、银灰杨、白柳、吐兰柳、三蕊柳、细叶沼柳、油柴柳和辽宁山楂等，常见的草本植物包括苔草、灯芯草和水葱等。布尔根河狸国家级自然保护区不仅为蒙新河狸提供栖息地，也是很多鸟类、鱼类、哺乳动物、两栖动物的栖息之地和繁衍场所。布尔根河狸国家级自然保护区内的动物区系则以古北界为主。保护区内有1科1种的两栖动物，即塔里木蟾蜍。至少有5科7属8种的爬行动物在保护区内出现，以鬣蜥科最多，如新疆岩蜥、变色沙蜥等，游蛇科、蜥蜴科、壁虎科、蝰科也存在于此。在保护区内出现的鸟类至少分为16目35科60属，按鸟类迁徙习性可分旅鸟8种，留鸟21种，夏候鸟49种，冬候鸟6种。在保护区内有黑鹳、金雕、大鸨、玉带海雕、波斑鸨等被列入中华人民共和国《国家重点保护野生动物名录》I级保护动物，也有大天鹅、灰鹤、蓑羽鹤、鸢、苍鹰、猎隼、黄爪隼、红隼、长耳鸮、短耳鸮、雕鸮、纵纹腹小鸮等国家II级保护动物。哺乳动物中除了河狸外，北山羊、盘羊、雪豹、猞猁、兔狲、赤狐等也生活在这里。在布尔根河中有河鲈、湖拟鲤、鲫鱼等鱼类。

### 河狸现状与研究
保护区的主要保护对象，蒙新河狸是包括保护区在内的乌伦古河水系内的特有亚种，并不见于其他地方。二十世纪50年代，生活在现在保护区一带的河狸数量超过1000只，而在60年代因非法捕猎、过度放牧、开垦河谷林等活动，在1980年的考察时，河狸数量不足40只。2010年冬季，新疆布尔根河狸国家级自然保护区内共有河狸家族30个，有119到135只蒙新河狸生活于此。生活在乌伦古河流域的河狸家族数量更是达到了152个，河狸数量大约400到800只。到了2020年，保护区河狸家族数量增加到了37个，数量也达到了170只左右。保护区内的河狸的食物包括苦杨、吐兰柳和油柴柳的嫩枝和树皮，也会将水葱、沼泽荸荠、竹叶眼子菜等草本植物作为食物。
保护区建立后，新疆大学、新疆维吾尔自治区林业厅、新疆农业大学、山东大学、华东师范大学等单位、学校先后对保护区内蒙新河狸的数量分布、种群生境、人工养殖、生活节律、生境选择等方面进行过考察。从2003年起，每年10月到11月，阿勒泰地区野生动植物保护办公室会对乌伦古河水系的河狸及水系生态因子进行调查。2013年到2014年，中蒙两国曾开展了河狸资源调查和保护机制的研究。也是从2013年开始，保护区设置相机陷阱对蒙新河狸进行观测。